# 호세인 레자자데
호세인 레자자데(페르시아어: حسین رضازاده,‎ 1978년 5월 12일~)는 이란의 역도 선수, 정치인이다. 현재 남자 역도 최중량급 세계 최고 기록을 보유 중이다.
이란 아르다빌에서 7남매 중 3남으로 태어났다. 15세 때부터 역도를 시작한 그는 최중량급에서 올림픽 2연패, 세계 선수권 대회 4연패, 아시안 게임 2연패를 이뤘다.
은퇴 후에는 정치에 투신하여 이슬람 혁명 안정 전선의 당원이 되었다.